# Stefano Giuliani (cyclisme)
Pour les articles homonymes, voir Giuliani.
Stefano Giuliani (né le 2 janvier 1958 à Castilenti, dans la province de Teramo, dans les Abruzzes) est un ancien coureur cycliste italien, des années 1980 et du début des années 1990. Il est depuis 2017 directeur sportif de l'équipe Giotti Victoria.

## Biographie
Stefano Giuliani fait l'essentiel de sa carrière sur les routes du Tour d'Italie. Il remporte la dix-neuvième étape en 1988 à Arta Terme grâce à la mansuétude de son compagnon d'échappée, le Suisse Urs Zimmermann. Il récidive en 1989 à Potenza, terme de la cinquième étape. Il obtient aussi une deuxième place lors de la quatorzième étape du Tour d'Italie 1986 et une autre dans la treizième étape du Tour d'Italie 1989.
Il se classe trois fois sur le podium du Grand Prix de la montagne sur le Tour d'Italie : deuxième en 1988 et 1989 et troisième en 1986.
Sa fille a épousé le coureur cycliste Danilo Di Luca.

## Palmarès

### Palmarès amateur
- 1980
  - Casalincontrada-Block Haus
- 1981
  - Trophée Adolfo Leoni
- 1982
  - Trophée Matteotti amateurs

### Palmarès professionnel
- 1984
  - 3e du Trophée Matteotti
- 1985
  - 3e du championnat d'Italie sur route (Tour de Vénétie)
- 1988
  - 19e étape du Tour d'Italie
- 1989
  - 5e étape du Tour d'Italie
- 1990
  - 3e du Trophée Matteotti
- 1991
  - 3e étape du Tour de Calabre
  - 3e du Tour de Calabre

## Résultats sur les grands tours

### Tour de France
2 participations
- 1987 : abandon (1re étape, clavicule cassée après une chute au km 50)
- 1988 : abandon (12e étape)

### Tour d'Italie
7 participations
- 1984 : 120e
- 1985 : 63e
- 1986 : 66e
- 1988 : 56e, vainqueur de la 19e étape
- 1989 : 88e, vainqueur du classement de la combativité et de la 5e étape
- 1990 : 58e, vainqueur du classement de la combativité
- 1991 : abandon (6e étape)

### Tour d'Espagne
2 participations
- 1984 : 90e
- 1990 : 132e